# Triportheus elongatus
Triportheus elongatus es una especie de peces de la familia Triportheidae en el orden de los Characiformes.

## Morfología
Los machos pueden llegar alcanzar los 24,2 cm de longitud total.

## Hábitat
Vive en zonas de clima tropical.

## Distribución geográfica
Se encuentra en la isla de Trinidad y las  cuencas de los ríos  Amazonas, Orinoco y Esequibo.